# Јусуф Џонлић
Јусуф Џонлић (Ливно, 11. јул 1920 — Шековићи, фебруар 1944), учесник Народноослободилачке борбе и народни херој Југославије.

## Биографија
Рођен је 11. јула 1920. године у Ливну. Потицао је из сиромашне радничке породице. Завршио је четири разреда гимназије, Железничку браварску школу и потом учио браварски занат у Сарајеву. Потом је радио као бравар у Железничкој радионици у Сарајеву.
Веома рано је приступио омладинском радничком покрету и 1938. године постао члан Савеза комунистичке омладине Југославије (СКОЈ). Маја 1941. године био је примљен и у чланство Комунистичке партије Југославије (КПЈ).
У почетку Народноослободилачке борбе, 1941. године био је курир између партијске организације у Сарајеву и партизанских јединица које су се налазиле у његовој околини. Године 1942. отишао је у партизане, ступио је у Трећу чету Првог батаљона Шесте источнобосанске ударне бригаде.
Био је веома храбар и поуздан борац, због чега су му поверавани најтежи задаци. Приликом боравка његове бригаде у Срему, у јесен 1942. године, његова десетина је добила задатак да пређе преко Саве и ступи у везу с куриром који је с Мајевице носио извештај. Његова десетина је тада била нападнута од знатно јачих немачих снага, али и поред тога је извршила задатак. Јусуф је тада под куршумима препливао Саву и на договореном месту узео извештај и однео га у Штаб бригаде.
Истакао се и у многим другим борбама Шесте источнобосанске ударне бригаде, а нарочито – против Немаца у Босанским шумама, октобра 1942; у великој победи бригаде над четницима код Малешеваца, на Мајевици новембра 1942; затим у борбама код села Јабуке, на Романији и др.
У време Пете непријатељске офанзиве, као политички комесар Прве чете Првог батаљона Шесте источнобосанске бригаде, са својом четом разбио је њемачки батаљон на Вучеву. На путу Прача-Горажде његова чета, од само 16 бораца, штитила је болницу и у току једног дана успела је да одбије десетак снажних немачких јуриша. Поред тога, у току офанзиве, нарочито се истакао и у борбама против Немаца на Завајиту, Хумићу и Кошуру - најславнијим биткама ове бригаде у току офанзиве.
После формирања Шеснаесте муслиманске бригаде, 21. септембра 1943. године у селу Буквику, код Брчког, постављен је за заменика политичког комесара Првог батаљона. У току тешких борби за време немачке офанзиве крајем 1943. године његов батаљон је цели месец дана спречавао Немце и друге непријатељске јединице да продру на подручје Романије. Непосредно после тога истакао се у борбама за ослобођење Тузле и на Требави. Приликом другог напада на Тузлу био је тешко рањен код села Вуковија, а од задобијених рана умро је фебруара 1944. године у партизанској болници у селу Шековићима.
Указом Президијума Народне скупштине Федеративне Народне Републике Југославије, 20. децембра 1951. године, проглашен је за народног хероја.
После ослобођења, његови посмртни остаци су сахрањени у Гробници народних хероја у спомен-парку Враца, на планини Требевићу, код Сарајева.